# Contrebande (collection)
Contrebande est une collection publiée par les éditions Delcourt. Elle propose
une sélection de bande dessinées américaine dans divers genres (Fantastique, Science-fiction, Super-Héros, Horreur et Polar),.

## Principales séries[3]

### Séries Aventures
- Indiana Jones (4 volumes) - Série abandonnée[4] :
  1. Indiana Jones (2 tomes)
  2. Indiana Jones - Aventures (2 tomes)

### Séries BD d'auteur
- Will Eisner (17 volumes) - Série finie[5] :
  1. Affaires de famille (Récit complet)
  2. Au cœur de la tempête (Récit complet)
  3. Fagin le Juif (Récit complet)
  4. L’Appel de l’espace (Récit complet)
  5. La Valse des alliances (Récit complet)
  6. Le Rêveur (Récit complet)
  7. Les Clefs de la bande dessinée (3 tomes)
  8. Mon dernier jour au Vietnam (Récit complet)
  9. New-York trilogie (3 tomes)
  10. Petits miracles (Récit complet)
  11. Trilogie du Bronx (3 tomes : Dropsie Avenue, Jacob le Cafard et Un pacte avec Dieu)

### Séries Fantasy
- Bone (11 volumes) - Série finie[5] :
  1. Bone (9 tomes)
  2. Bone – Hors série (2 tomes)
- World of Warcraft (4 tomes)

### Séries Horreur
- 28 jours plus tard (5 volumes) - Série finie[6]
- 30 jours de nuit (5 volumes)
- Girls (4 volumes) - Série finie
- Le Fléau (12 volumes) - Série finie[7]
- Revival (4 volumes)
- The Goon (13 volumes)
- Walking Dead (27 volumes)

### Séries Polar
- Criminal (6 volumes)[8]
- Fatale (4 volumes)
- Tony Chu, détective cannibale (8 volumes)

### Séries Science-Fiction
- Point de rupture (4 volumes) - Série finie[9]
- Star Wars (162 volumes) :
  1. Agent de l'Empire (2 tomes)
  2. Chevalier Errant (3 tomes)
  3. Chevalier de l’ancienne république (9 tomes)
  4. Classic (2 tomes)
  5. Clone Wars (10 tomes)
  6. Clone Wars – Episodes (10 tomes)
  7. Dark Times (6 tomes)
  8. Episode (7 tomes)
  9. Infinities (3 tomes)
  10. Invasion (3 tomes)
  11. Jedi (8 tomes)
  12. L’Empire des ténèbres (3 tomes)
  13. L’Empire écarlate (3 tomes)
  14. L’Ordre Jedi (Récit complet)
  15. La Genèse des Jedi (3 tomes)
  16. La Guerre des étoiles (Récit complet)
  17. La Légende des Jedi (6 tomes)
  18. Le Cycle de Thrawn (5 tomes)
  19. Le Côté obscur (14 tomes)
  20. Le Pouvoir de la Force (2 tomes)
  21. Legacy (9 tomes)
  22. Legacy - Saison II (2 tomes)
  23. Les Ombres de l’empire (2 tomes)
  24. Manga (5 tomes)
  25. Mondes infernaux (Récit complet)
  26. Nouvelle république (3 tomes)
  27. Rébellion (6 tomes)
  28. Star Wars (3 tomes)
  29. The Clone Wars - Aventures (6 tomes)
  30. The Clone Wars – BD (4 tomes)
  31. The Clone Wars – Mission (5 tomes)
  32. The Old Republic (2 tomes)
  33. Vector (3 tomes)
  34. X-Wing Rogue Squadron (11 tomes)

### Séries Super-héros
- Darkness (5 volumes)
- Echo (6 volumes) - Série finie
- Fathom (9 volumes) :
  1. Fathom – Origines (4 tomes)
  2. Fathom (5 tomes)
- Hellboy (48 volumes) : 
  1. Abe Sapien (6 tomes)
  2. B.P.R.D. (11 tomes)
  3. B.P.R.D. – L'enfer sur Terre (8 tomes)
  4. Hellboy (14 tomes)
  5. Hellboy – Aventures (2 tomes)
  6. Hellboy - En enfer (Récit complet)
  7. Hellboy – Histoires bizarres (3 tomes)
  8. Hellboy – La Bible infernale (Récit complet)
  9. Lobster Johnson (Récit complet)
  10. Hellboy - Édition Spéciale Richard Corben[10]
- Haunt (5 volumes) - Série finie
- Hunter Killer (4 volumes) - Série finie
- Invincible (18 volumes)
- Irrécupérable (7 volumes) - Série finie
- Spawn (29 volumes) :
  1. Spawn (12 tomes)
  2. Spawn – La Saga infernale (7 tomes)
  3. Spawn – Hors série (4 tomes)
  4. Sam & Twich (4 tomes)
  5. Les Enquêtes de Sam & Twitch (2 tomes)
- The Crow (4 volumes)
- Witchblade (6 volumes)